# Gynoplistia recurvata
Gynoplistia recurvata är en tvåvingeart som beskrevs av Alexander 1923. Gynoplistia recurvata ingår i släktet Gynoplistia och familjen småharkrankar. Inga underarter finns listade i Catalogue of Life.